# Kamienica przy ulicy Szerokiej 13 w Krakowie
Kamienica przy ulicy Szerokiej 13 – zabytkowa kamienica, znajdująca się w Krakowie, w dzielnicy I przy ulicy Szerokiej, na Kazimierzu.
Kamienica została wzniesiona w XVI wieku. W XVII wieku została przebudowana. W 1895 i 1917 odbył się remont budynku.
7 grudnia 1993 kamienica została wpisana do rejestru zabytków. Znajduje się także w gminnej ewidencji zabytków.